# Portes (Eure)
Portes település Franciaországban, Eure megyében. Lakosainak száma 260 fő (2022. január 1.). Portes Burey, La Croisille, Émanville, Faverolles-la-Campagne, Ferrières-Haut-Clocher és Ormes községekkel határos.

## Népesség
A település népességének változása:
| Lakosok száma | 119  | 163  | 194  | 256  | 270  | 269  | 271  | 276  | 271  | 260  |
|               | 1968 | 1982 | 1990 | 2006 | 2013 | 2015 | 2017 | 2019 | 2020 | 2022 |